# برايان إدموند بيكر
برايان إدموند بيكر (31 أغسطس 1896 في المملكة المتحدة - 8 أكتوبر 1979 في المملكة المتحدة) (بالإنجليزية: Brian Edmund Baker)‏ هو عسكري ولاعب كريكت بريطاني (وحمل سابقاً جنسية المملكة المتحدة لبريطانيا العظمى وأيرلندا).

## وصلات خارجية
- برايان إدموند بيكر على موقع إي آس بي آن كريك إنفو (الإنجليزية)